# Episodi di Sherlock (prima stagione)
La prima stagione della serie televisiva Sherlock, composta da 3 episodi, è stata trasmessa nel Regno Unito sul canale BBC One dal 25 luglio all'8 agosto 2010.
In Italia è andata in onda sul canale a pagamento Joi dal 18 febbraio al 4 marzo 2011 e in chiaro su Italia 1 dal 22 dicembre 2011.
| nº | Titolo originale | Titolo italiano    | Prima TV Regno Unito | Distribuzione Italia |
| -- | ---------------- | ------------------ | -------------------- | -------------------- |
| 1  | A Study in Pink  | Uno studio in rosa | 25 luglio 2010       | 18 febbraio 2011     |
| 2  | The Blind Banker | Il banchiere cieco | 1º agosto 2010       | 25 febbraio 2011     |
| 3  | The Great Game   | Il grande gioco    | 8 agosto 2010        | 4 marzo 2011         |

## Uno studio in rosa

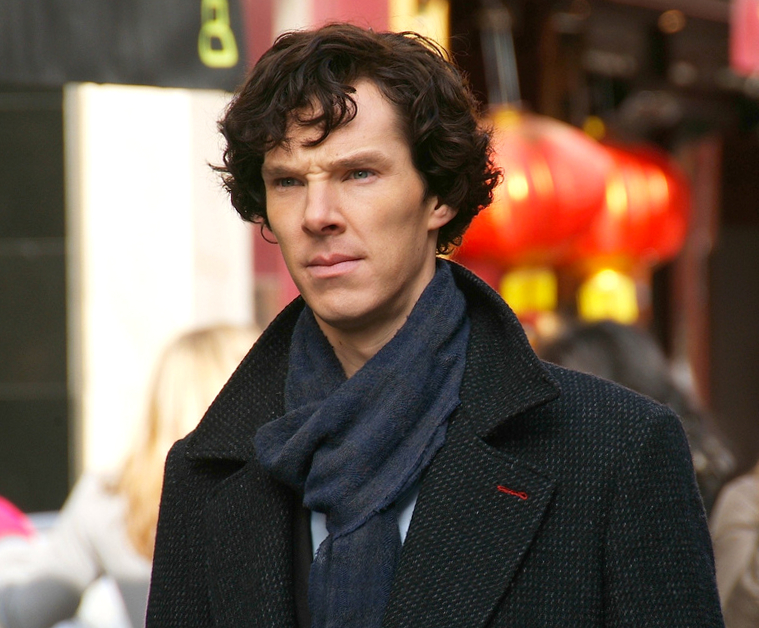
Benedict Cumberbatch a Londra nel 2010 durante le riprese della serie, nel ruolo di Sherlock Holmes

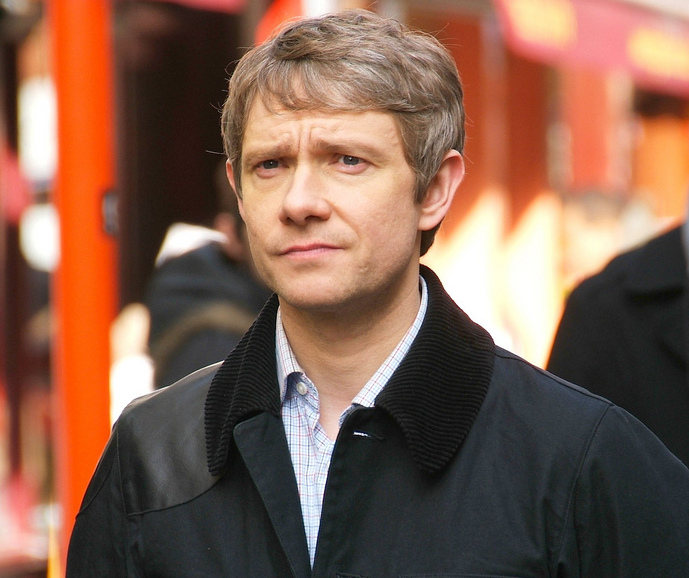
Martin Freeman a Londra nel 2010 durante le riprese della serie, nel ruolo di John Watson

- Titolo originale: A Study in Pink
- Diretto da: Paul McGuigan
- Scritto da: Steven Moffat

### Trama
A John Watson, medico militare da poco tornato a Londra dall'Afghanistan e alla ricerca di un nuovo posto dove abitare, viene presentato Sherlock Holmes, che fatica a trovare un coinquilino per la sua abitazione al 221B Baker Street. Il secondo si presenta come una persona amante del metodo scientifico e molto deduttivo, essendosi scelto il lavoro (da lui stesso inventato) di "consulente detective".
Quando la polizia non è in grado di venire a capo di quattro suicidi apparentemente collegati tra loro (le vittime sono tutte morte ingerendo una pasticca avvelenata, in luoghi a loro inusuali e senza una motivazione evidente), l'ispettore incaricato Gregson Lestrade chiede aiuto a Sherlock Holmes per risolvere il caso. Il dottor Watson decide di seguire Holmes sulla scena del quarto crimine: una donna vestita interamente di rosa giace a terra; poco prima di morire è riuscita a scrivere la parola "Rache" sul pavimento.
Su consiglio di Sherlock, la polizia scopre che "Rachel" è il nome della figlia mai nata della donna, nonché la password dell'account del suo smartphone. Il cellulare, che manca dalla scena del crimine, è evidentemente nelle mani del serial killer: mentre la polizia tenta di individuarlo via satellite, Sherlock viene inaspettatamente visitato dall'assassino, un anziano tassista londinese, Jeff Hope.
Quest'ultimo invita Sherlock a seguirlo senza chiamare la polizia, promettendogli di rivelargli come è riuscito a far suicidare quattro persone con il solo uso delle sue parole. Sherlock accetta la sfida e gli viene chiesto quindi di scegliere tra due pasticche, una avvelenata, l'altra innocua; quella scartata sarà ingerita invece dall'assassino. Il detective scopre che l'uomo è in fin di vita a causa di un aneurisma e che le sue azioni sono sponsorizzate da un'organizzazione criminale. Il tassista ha costretto le vittime a partecipare alla sfida minacciandole con una pistola (in realtà finta) e inducendole a prendere la pillola avvelenata con un abile gioco di bluff. Quando Sherlock sta per ingerire una delle due pillole, il tassista viene ucciso da un colpo di pistola partito dalle mani di John, arrivato sul posto seguendo il GPS del cellulare della vittima. Prima di morire, il serial killer rivela il nome del suo sponsor: Moriarty.
- Guest star: Philip Davis (Jeff Hope, il tassista serial killer)
- Nota. L'episodio è un libero adattamento del romanzo Uno studio in rosso (A Study in Scarlet). In particolare, mentre nel romanzo l'ispettore Lestrade sostiene che la scritta "Rache" (vendetta) stia per "Rachel", Holmes scopre che è il termine tedesco per "vendetta", nell'episodio succede l'esatto contrario. Inoltre il movente del killer è cambiato da vendetta a "sponsorizzazione" di Moriarty.

## Il banchiere cieco
- Titolo originale: The Blind Banker
- Diretto da: Euros Lyn
- Scritto da: Stephen Thompson

### Trama
Al Museo Nazionale d'Antichità, un'esperta di ceramica cinese di nome Soo Lin Yao si licenzia senza motivo e sparisce nel nulla.
Seb Wilkes, ex compagno di università di Sherlock, chiede aiuto all'investigatore in cambio di una grossa somma di denaro quando in un ufficio della società finanziaria che gestisce appaiono alcuni simboli disegnati su un muro con una bomboletta spray; la telecamera di sicurezza è stata manomessa e non c'è segno di scasso o di furto. Holmes scopre che i simboli sono un messaggio per uno degli uomini di Wilkes, che non si è presentato al lavoro; giunti nel suo appartamento, John e Sherlock scoprono che l'uomo è morto, la morte avvenuta in una stanza chiusa dall'interno.
L'ispettore Dimmock, temporaneo sostituto di Lestrade, vuole liquidare questo caso e quello della morte di un giornalista freelance di nome Brian Luckis (avvenuto anch'esso in una camera chiusa a chiave) come suicidi, mentre Sherlock è convinto che siano omicidi collegati tra loro. Quest'ultimo scopre infatti che i due uomini sono entrambi tornati da poco dalla Cina e che i simboli recapitati a entrambi prima della morte altro non sono che numeri Suzhou.
Al Museo di Antichità, Sherlock e John incontrano Soo Lin Yao, che si sta nascondendo da una tong chiamata "Loto Nero" per la quale sia lei che i due uomini uccisi hanno lavorato come contrabbandieri. L'assassino, che viene rivelato essere il fratello di Soo Lin, sta lasciando minacce sotto forma di codice a tutti i disertori della società clandestina, tra cui Soo Lin, che viene uccisa.
Nel frattempo John chiede a Sarah Sawyer, sua nuova collega presso un ambulatorio, di uscire a un appuntamento. L'uomo viene però scambiato per Holmes e rapito insieme alla dottoressa dalla triade. Sherlock riesce a decifrare il codice numerico e a trovare il luogo dove sono stati portati i due, salvandoli dai rapitori. Alla fine la donna a capo del Loto Nero, fuggita, viene uccisa da un cecchino nella sua casa perché non riveli l'identità di chi l'ha aiutata nelle sue imprese criminali, cioè Moriarty.
- Note: l'episodio è ispirato al racconto L'avventura degli omini danzanti contenuto nella raccolta Il ritorno di Sherlock Holmes. Alcuni elementi della trama sono ripresi da Il segno dei quattro. Il motivo dei messaggi intimidatori della società segreta che elimina i traditori dopo averli avvertiti è un probabile rimando a I cinque semi d'arancio (dove gli antagonisti sono membri del Ku Klux Klan).

## Il grande gioco
- Titolo originale: The Great Game
- Diretto da: Paul McGuigan
- Scritto da: Mark Gatiss e Steven Moffat

### Trama
Un agente dei servizi segreti britannici di nome Andrew West viene trovato morto, con la testa spaccata, su dei binari ferroviari; Mycroft chiede a Sherlock di occuparsi del caso (una chiavetta USB contenente documenti top secret risulta scomparsa), ma il detective si rifiuta di aiutare il fratello.
Nel frattempo, quello che viene in seguito identificato come una bomber seriale causa un'esplosione proprio di fronte al 221B di Baker Street. Il criminale si mette in comunicazione con Sherlock Holmes tramite un cellulare uguale a quello della vittima de Uno studio in rosa, prendendo in ostaggio diverse persone, vestendole di un giubbotto esplosivo e facendo loro leggere dei messaggi diretti all'investigatore, che ora collabora con Scotland Yard.
Sherlock ha a disposizione solo poche ore per risolvere di volta in volta un caso e salvare gli ostaggi: la morte di un bambino di cui lo stesso Holmes fu testimone da ragazzo; la scomparsa di un uomo che in realtà ha solo finto la propria morte per poter fuggire dal Paese; il mistero della morte di Connie Prince, un personaggio televisivo; la sostituzione con un falso di un quadro di Johannes Vermeer in un museo d'arte. L'investigatore riesce a risolvere tutti gli enigmi e salvare tre delle vittime (la terza, una donna anziana, viene uccisa quando inizia a descrivere il criminale alle autorità).
John e Sherlock si occupano quindi del caso West, scoprendo che l'uomo è stato ucciso dal cognato in seguito a un litigio riguardo alla chiavetta USB.
Sherlock Holmes decide infine di incontrare Jim Moriarty in persona; sul luogo prestabilito, una piscina coperta, inaspettatamente arriva anche John, vestito di un giubbotto esplosivo e tenuto sotto tiro da uno o più complici del criminale. Quest'ultimo, che precedentemente si era spacciato per un fidanzato di Molly Hooper con modi effeminati, racconta di essere un "consulente criminale" professionista (in paragone con Holmes "consulente investigativo") e dopo aver minacciato di morte o di rovina Sherlock, sembra andarsene via, permettendo a John di liberarsi del giubbotto. Torna però pochi secondi dopo, sostenendo di aver cambiato idea e di volerli uccidere entrambi. Sherlock punta dunque la pistola verso la bomba del giubbotto, che si trova a pochi passi da Moriarty e da lui stesso, minacciando l'avversario di farsi esplodere assieme.
- Note: vi sono riferimenti diretti a L'ultima avventura; l'episodio, nella parte relativa al caso West, è un libero adattamento del racconto L'avventura dei piani Bruce-Partington (The Adventure of the Bruce-Partington plans), contenuto nella raccolta L'ultimo saluto di Sherlock Holmes. Ci sono anche dei riferimenti a I cinque semi d'arancio, L'uomo dal labbro spaccato, L'avventura del fabbricante di colori in pensione, L'avventura di Black Peter e Il cerimoniale dei Musgrave.[2] La parte in cui Sherlock parla della sua apparente completa ignoranza in astronomia è tratta da Uno studio in rosso.